# Coppa del mondo di ciclismo su strada 1996
La Coppa del mondo di ciclismo su strada 1996 fu l'ottava edizione della competizione internazionale della Unione Ciclistica Internazionale. Composta da undici eventi, si tenne tra il 23 marzo ed il 27 ottobre 1996. Venne vinta dal belga della Mapei-GB Johan Museeuw.
A differenza dell'edizione 1995, venne inserita la Japan Cup, mentre il Gran Premio di Francoforte fu escluso.

## Calendario
| Data       | Evento                             | Vincitore        | Squadra                 | Leader della Cl. mondiale |
| ---------- | ---------------------------------- | ---------------- | ----------------------- | ------------------------- |
| 23 marzo   | Milano-Sanremo (1996)              | Gabriele Colombo | Gewiss-Playbus          | Gabriele Colombo          |
| 7 aprile   | Giro delle Fiandre (1996)          | Michele Bartoli  | MG Maglificio-Technogym | Michele Bartoli           |
| 14 aprile  | Paris-Roubaix (1996)               | Johan Museeuw    | Mapei-GB                | Johan Museeuw             |
| 21 aprile  | Liegi-Bastogne-Liegi (1996)        | Pascal Richard   | MG Maglificio-Technogym | Johan Museeuw             |
| 27 aprile  | Amstel Gold Race (1996)            | Stefano Zanini   | Gewiss-Playbus          | Johan Museeuw             |
| 10 agosto  | Classica di San Sebastián (1996)   | Udo Bölts        | Team Deutsche Telekom   | Johan Museeuw             |
| 18 agosto  | Leeds International Classic (1996) | Andrea Ferrigato | Roslotto-ZG Mobili      | Johan Museeuw             |
| 25 agosto  | Gran Premio di Svizzera (1996)     | Andrea Ferrigato | Roslotto-ZG Mobili      | Johan Museeuw             |
| 6 ottobre  | Paris-Tours (1996)                 | Nicola Minali    | Gewiss-Playbus          | Johan Museeuw             |
| 19 ottobre | Giro di Lombardia (1996)           | Andrea Tafi      | Mapei-GB                | Johan Museeuw             |
| 27 ottobre | Japan Cup (1996)                   | Mauro Gianetti   | Team Polti              | Johan Museeuw             |

## Classifiche
| Pos. | Corridore           | Squadra       | Punti |
| ---- | ------------------- | ------------- | ----- |
| 1    | Johan Museeuw       | Mapei-GB      | 162   |
| 2    | Andrea Ferrigato    | Roslotto      | 126   |
| 3    | Michele Bartoli     | MG Maglificio | 124   |
| 4    | Andrea Tafi         | Mapei-GB      | 107   |
| 5    | Stefano Zanini      | Gewiss        | 88    |
| 6    | Mauro Gianetti      | Team Polti    | 87    |
| 7    | Lance Armstrong     | Motorola      | 81    |
| 8    | Fabio Baldato       | MG Maglificio | 77    |
| 9    | Davide Rebellin     | Team Polti    | 68    |
| 10   | Oleksandr Hončenkov | Roslotto      | 67    |

| Pos. | Squadra                 | Punti |
| ---- | ----------------------- | ----- |
| 1    | Mapei-GB                | 101   |
| 2    | Motorola                | 61    |
| 3    | MG Maglificio-Technogym | 60    |
| 4    | Festina-Lotus           | 54    |
| 5    | Roslotto-ZG Mobili      | 52    |
| 6    | Team Polti              | 43    |
| 7    | Deutsche Telekom        | 40    |
| 8    | TVM-Farm Frites         | 23    |
| 9    | Gewiss-Playbus          | 22    |
| 10   | Rabobank                | 20    |